# Molosso (cão)

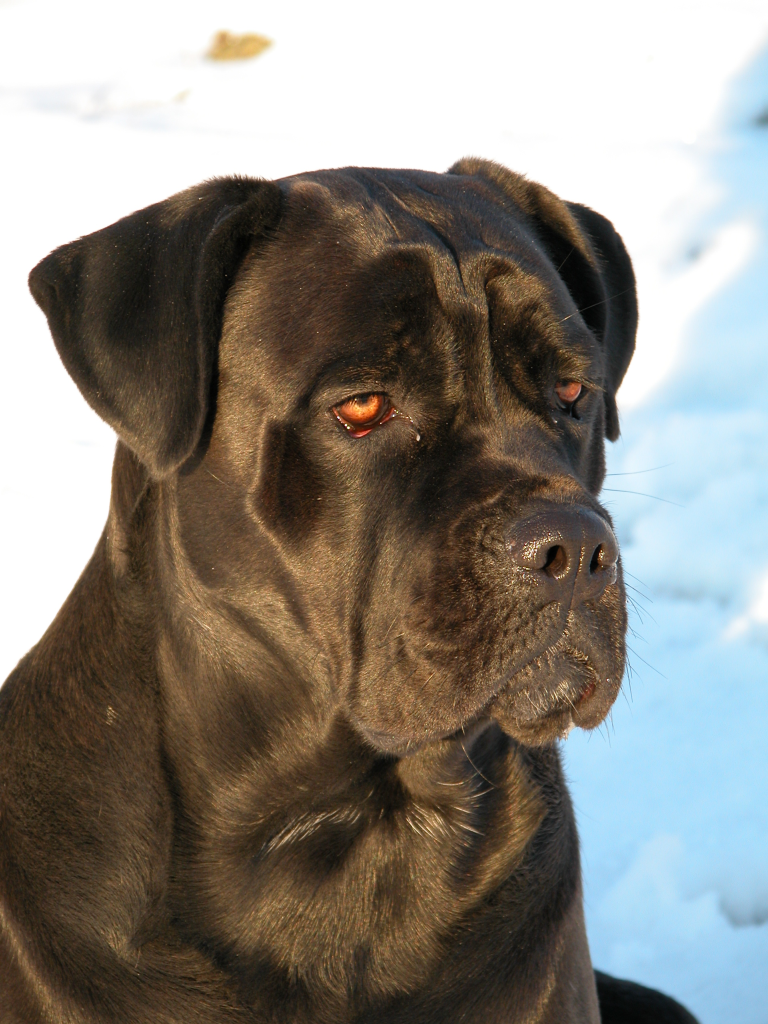
Um cane corso, mostrando a construção típica moderna de um cão molosso.

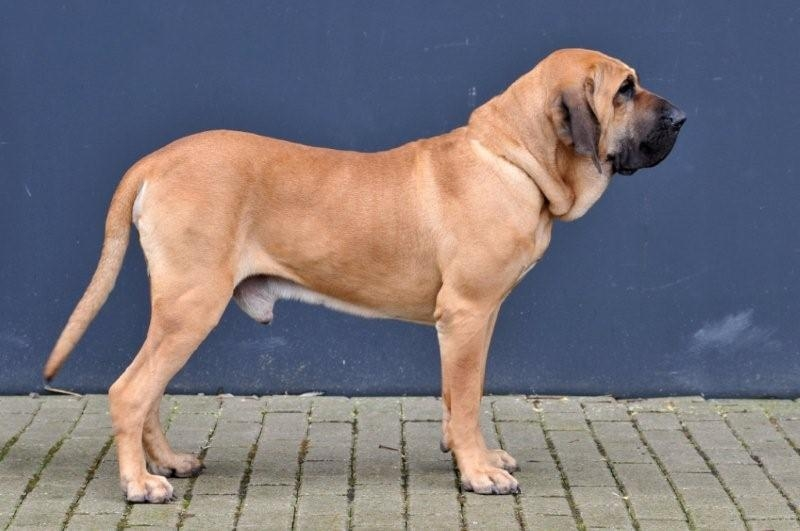
Fila brasileiro

Molosso é uma categoria de cães de físico forte, geralmente de porte grande a gigante, e que possuem, em teoria, traços físicos em comum ao extinto tipo de cão chamado Molossus. A palavra deriva de Molóssia, uma área do Epiro antigo, hoje a Grécia ocidental, onde o grande cão guardião de rebanhos era conhecido como Molossus. Estes por sua vez foram tomados como parâmetro comparativo para classificar raças de cães na cinologia moderna.

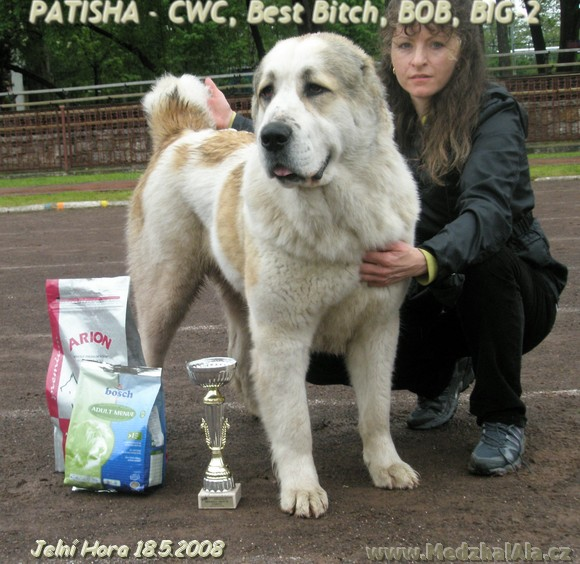
Um cão Alabai, exemplo de um cão molosso primitivo descendente de guardiões de gado.

São na sua maioria, robustos, pesados, ossatura pesada, com cabeça maciça, focinho largo em geral curto; lábios espessos e pendentes, stop considerável, pescoço musculoso, corpo maciço e tórax amplo e arqueado. A função original dos molossos sempre envolveu a guarda, inicialmente a guarda de rebanhos contra predadores como lobos, ursos e leopardos, justificando assim o tamanho, força e coragem destes cães. Muitas raças ou landraces molossos primitivos ainda são usados como guardiões de gado.
A mandíbula de um cão tipo molossoide possui muita força graças ao formato da cabeça que proporciona aos conjuntos de músculos maior contração e "poder de destruição". De estrutura forte e pesada, reúnem características físicas que favorecem ataques mais poderosos. Cães desse tipo eram usados pelos romanos, gregos e assírios como cães de guerra, e para proteção de rebanhos, caça a lobos e ursos, e nas arenas dos anfiteatros para combater com leões, ursos, gladiadores e outros cães e animais.

## Taxonomia
O veterinário e entomologista do século XIX, Jean Pierre Mégnin teorizou que havia quatro raças caninas básicas com base em sua observação de suas diferentes estruturais no crânio: Lupoides (Spitz), Braccoides (Sabujos), Graioides (Lébrel), e Molossoides (Molossos. Cães de montanha, mastins e até cães pequenos). Embora o estudo do genoma canino esteja causando a revisão da base taxonômica do fenótipo como as de Mégnin, as quatro categorias ainda são usadas em alguns contextos tradicionais, como na cinofilia profissional por exemplo.

## Origem

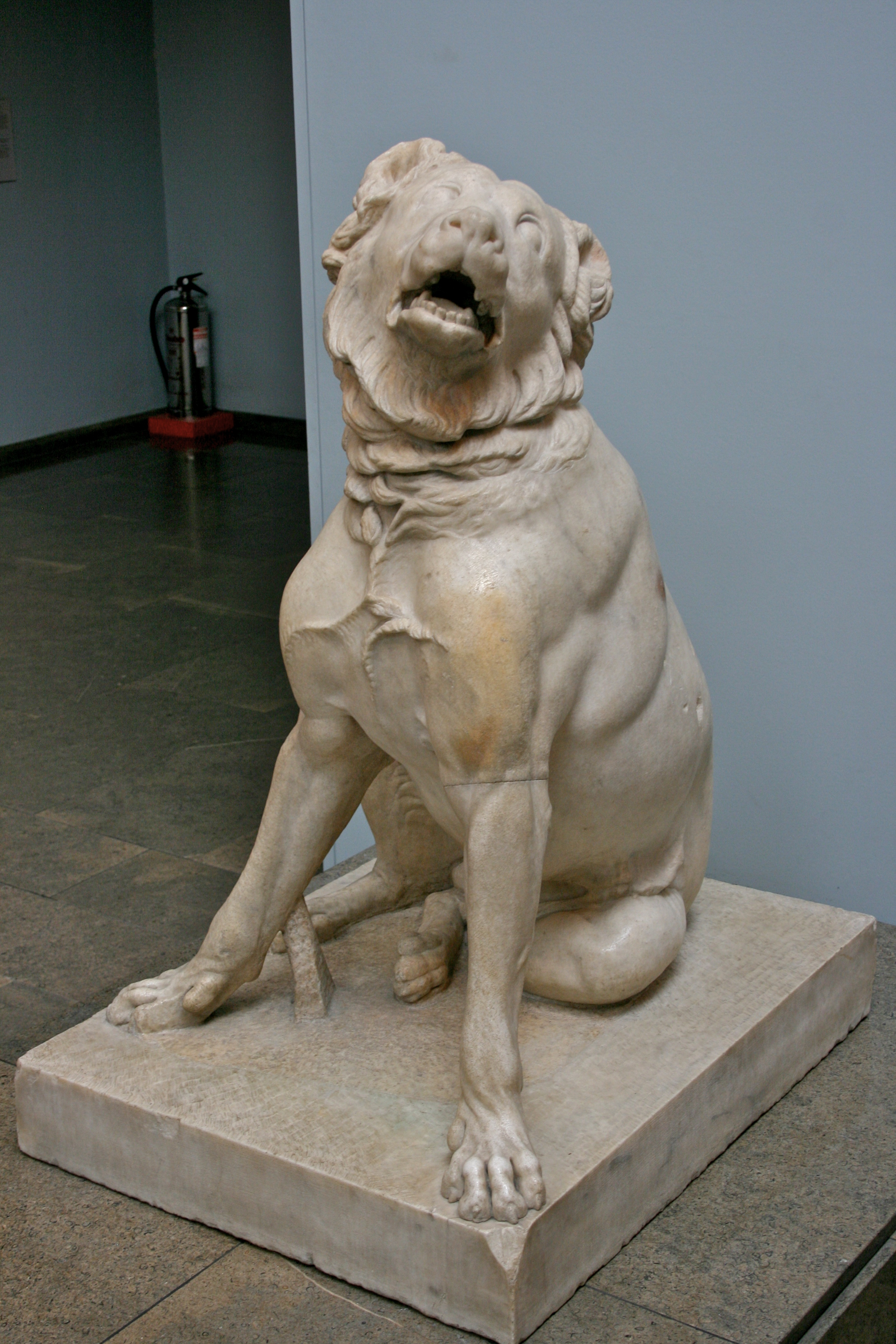
Estátua do antigo cão Molossus similar aos guardiões de gado remanescentes.

Acredita-se que estes cães descendem ou possuem parentesco com o extinto e famoso cão protetor de rebanhos da Molóssia, o cão Molossus. Diz-se então que seus descendentes, aparentados ou similares, são cães "molossos" ou "molossoides" ("com características de molosso").
Seu parente mais próximo vivo, senão o próprio remanescente, é o raro molosso do épiro da região entre a Albânia e Grécia.

## Função
Embora alguns Molossos tenham sido usados para busca e resgate (como o Terra Nova e São Bernardo), a maior parte é usada como cão de guarda, protegendo propriedades e rebanhos, devido ao seu natural instinto de guarda.

## Raças
Os cães Molossos dividem-se em dois gruposː O tipo Dogue, que reúne os cães relacionados com a função de cão de presa e assemelhados, que possuem pêlo curto; e o tipo Montanha, que reúne os cães relacionados aos Cães guardiões de gado.
As seguintes raças reconhecidas fazem parte do grupo dos molossos, segundo a FCI (Federação cinológica internacional) e clubes filiados:

### Tipo Dogue
- Boerboel
- Boxer
- Broholmer
- Buldogue
- Bulmastife
- Buldogue americano
- Cane corso
- Cão de Fila de São Miguel
- Cão de presa maiorquino
- Cimarron uruguayo
- Dogue alemão
- Dogo argentino
- Dogue brasileiro (não FCI)
- Dogue canário
- Dogue de Bordéus
- Dogo guatemalteco (não FCI)
- Fila brasileiro
- Mastim Inglês
- Mastim napolitano
- Rottweiler
- Tosa

### Tipo Montanha
- Aidi
- Cão da Serra da Estrela
- Cão da Terra Nova
- Cão de Castro Laboreiro
- Cão de Gado Transmontano (não FCI)
- Cão de montanha dos Pirenéus
- Hovawart
- Landseer
- Leonberger
- Mastim dos Pirenéus
- Mastim espanhol
- Mastim tibetano
- Pastor da Anatólia
- Pastor-da-ásia-central
- Pastor-de-kraski
- Pastor-do-cáucaso
- Pastor-do-sudeste-europeu
- Pastor-jugoslavo
- Rafeiro do Alentejo
- São-bernardo
- Tornjak